# Mafia: Definitive Edition
Mafia: Definitive Edition (укр. «Мафія: Остаточне видання») — комп'ютерна гра в жанрі пригодницького бойовика і шутера від третьої особи, яка є рімейком гри Mafia: The City of Lost Heaven. Як і у випадку з Mafia III, над грою працює студія Hangar 13.

## Сюжет
Як і в оригінальній грі 2002 року, сюжет римейка буде розгортатися в 1930-ті роки у вигаданому американському місті Лост-Хевен (англ. Lost Heaven), що відтепер знаходиться в штаті Іллінойс, і розповість історію Томаса Анджело — звичайного таксиста, який вимушено і несподівано для себе стає членом однієї з двох могутніх мафіозних угруповань міста, конкуруючих одне з одним.
При цьому розробники обіцяють деяким чином розширити оригінальний сюжет.

## Розробка
10 травня 2020 року на офіційній сторінці серії Mafia в Твіттер було опубліковано повідомлення, що складається зі слова «Сім'я» (англ. Family). Враховуючи те, що воно стало першим повідомленням, опублікованим на сторінці за останні два роки, це викликало ажіотаж в співтоваристві прихильників серії та засобах масової інформації. Незабаром на тій же сторінці з'явилися два інші повідомлення, що складалися відповідно зі слів «Влада» (англ. Power) і «Повага» (англ. Respect), після чого, 13 травня 2020 року, було оголошено про розробку збірника Mafia: Trilogy. У той же день в магазині Microsoft Store стався витік інформації, згідно якій стало відомо про те, що головною частиною збірника стане нова гра серії — Mafia: Definitive Edition, яка розробляється компанією Hangar 13, автором Mafia III, як римейк першої гри і вийде 28 серпня 2020 року для ПК (Windows, PlayStation 4 і Xbox One, ставши доступною як окремо, так і в складі оголошеного збірника. Тоді ж видавець гри, компанія 2K, повідомила про те, що римейк розробляється на оновленій версії рушія Illusion Engine, що до цього використовувався в Mafia II і Mafia III, проте згодом представники студії Hangar 13 повідомили, що гра створюється на новому невідомому рушії студії.
Крім ремейка першої гри, збірник Mafia: Trilogy також складається з Mafia II: Definitive Edition і Mafia III: Definitive Edition, які, незважаючи на однаковий з ремейком підзаголовок, є не новими іграми, а лише оновленими перевиданнями ігор, що вже вийшли раніше, в які увійшли всі офіційні сюжетні доповнення і різні бонуси. Так, Mafia II: Definitive Edition, перевидання другої гри, вийшло 19 травня у вигляді ремастера з поліпшеними текстурами, освітленням і затіненням. Перевидання третьої гри Mafia III: Definitive Edition, в свою чергу, ремастеринг не потребувало і вийшло в той же день у вигляді простого доповненого перевидання з менш значними графічними змінами, доданими лише з допомогою патча.

## Реакція
Даніель Вавра, який виступив в якості співкерівника і сценариста Mafia: The City of Lost Heaven, розповів в травні 2020 року, що не брав ніякої участі у створенні ремейка і має щодо нього досить скромні очікування, висловивши надію на те, що нова гра «не занапастить» оригінал.